# Oryza eichingeri
Espèce
Oryza eichingeri est une espèce de plantes monocotylédones de la famille des Poaceae, sous-famille des Oryzoideae, originaire d'Afrique et du Sri Lanka. 
Ce sont des plantes herbacées vivaces aux rhizomes courts et au tiges (chaumes) dressées, pouvant atteindre 60 à 100 cm de long.
Cette espèce au génome diploïde du type CC a été rattachée au complexe d'espèces Oryza officinalis.

## Taxinomie

### Synonymes
Selon Catalogue of Life (22 avril 2017) :
- Oryza collina (Trimen) S.D.Sharma & Shastry
- Oryza glauca Robyns, nom. nud.
- Oryza latifolia var. collina (Trimen) Hook.f.
- Oryza rhizomatis D.A.Vaughan
- Oryza sativa var. collina Trimen
- Oryza ubanghensis A.Chev.,

### Liste des variétés
Selon Tropicos (22 avril 2017) (Attention liste brute contenant possiblement des synonymes) :
- variété Oryza eichingeri var. eichingeri
- variété Oryza eichingeri var. longearistata Peter